# Hernán Cortés
Hernán Cortés (også kaldet Hernando eller Fernando Cortés, han underskrev alle sine breve Fernán Cortés; født 1485, død 2. december 1547) var en conquistador, der med få hundrede spaniere og flere tusinde mesoamerikanere erobrede Mexico for Spanien, ødelagde Tenochtitlán, aztekernes hovedstad og hovedsæde for et af de største imperier i Mesoamerika. Han opløste aztekerriget under kejser Moctezuma II og dennes efterfølger, Cuauhtemoc og banede vejen for etableringen af den spanske kolonimagt på det amerikanske fastland.
Cortezhavet er opkaldt efter Hernán Cortés.